# Dolcedo
Dolcedo é uma comuna italiana da região da Ligúria, província de Impéria, com cerca de 1.193 habitantes. Estende-se por uma área de 19 km², tendo uma densidade populacional de 63 hab/km². Faz fronteira com Badalucco, Civezza, Imperia, Montalto Ligure, Pietrabruna, Prelà, Taggia, Vasia.

## Demografia
| Variação demográfica do município entre 1861 e 2011                               |
|                                                                                   |
| Fonte: Istituto Nazionale di Statistica (ISTAT) - Elaboração gráfica da Wikipedia |